# La Famille Addams (film, 1991)
Pour les articles homonymes, voir La Famille Addams.
Série
Les Valeurs de la famille Addams
(1993)
Pour plus de détails, voir Fiche technique et Distribution.
La Famille Addams (The Addams Family) est un film américain réalisé par Barry Sonnenfeld et sorti en 1991. Il s'agit d'une adaptation cinématographique des personnages de bandes dessinées créés par Charles Addams et popularisés par la série télévisée du même nom de 1964.

## Synopsis
Alors que la famille Addams vit tranquillement dans son manoir de type américain, Gomez Addams déplore l'absence de son frère Fétide qui a disparu depuis 25 ans après que les deux ont eu une dispute. L'avocat de Gomez, Tully Alford, doit de l'argent à l'usurière / arnaqueuse Abigail Craven, et remarque que son fils adoptif Gordon ressemble beaucoup à Fétide. Tully propose que Gordon se fasse passer pour Fétide pour infiltrer la famille Addams et trouver la voûte cachée pour faire main basse sur leur fortune. Tully et sa femme Margaret assistent à une séance à la maison Addams dirigée par la grand-mère, dans laquelle la famille essaie de contacter l'esprit de Fétide. Gordon arrive, se faisant passer pour Fétide, tandis qu'Abigail se fait passer pour une psychiatre allemande nommée Dr. Greta Pinder-Schloss et raconte à la famille que Fétide s'était perdu dans le Triangle des Bermudes depuis 25 ans jusqu'à ce qu'elle le trouve dans des filets à thon.
Gomez, ravi de revoir "Fétide" de retour, l'emmène dans la chambre forte familiale pour regarder des films de leur enfance. Gordon apprend la raison de la chute des frères : Gomez était jaloux du succès de Fétide avec les femmes, et a, par jalousie, courtisé les sœurs siamoises Flora et Fauna Amor, pour les éloigner de lui. Gomez commence à soupçonner que "Fétide" est un imposteur lorsqu'il est incapable de se rappeler des détails importants sur leur passé. Gordon tente de retourner à la chambre forte, mais n'est pas en mesure de passer un piège. La femme de Gomez, Morticia, rappelle à "Fétide" l'importance de la famille parmi les Addams et leur vengeance contre ceux qui les croisent. Craignant que la famille ne le soupçonne d’être un escroc, Abigail (sous le couvert du Dr. Pinder-Schloss) convainc Gomez que ses soupçons sont dus à un trouble psychologique.
Gordon se rapproche de la famille Addams, en particulier des enfants Mercredi et Pugsley, qu'il aide à préparer une séquence de jeux d'épée pour une pièce de théâtre scolaire. Abigail avait insisté pour que Gordon n'assiste pas à la pièce, mais après s'être senti profondément attristé par cela, il y assiste de toute façon. Après la pièce, le Dr Pinder-Schloss insiste sur le fait que "Fétide" doit à nouveau partir, alors les Addams organisent une grande fête avec leur famille élargie (comme le cousin Machin) et leurs amis, au cours de laquelle Abigail prévoit de faire une entrée dans la voûte. Mercredi entend Abigail et Gordon discuter du plan, et leur échappe en se cachant dans le cimetière familial. Tully apprend qu'en tant que frère aîné, Fétide est l'exécuteur testamentaire de la succession d'Addams et possède donc techniquement toute la propriété y compris leurs richesses. Avec l'aide du voisin des Addams, le juge George Womack, car celui-ci en veut à Gomez pour avoir frappé des balles de golf dans sa maison à plusieurs reprises, Tully obtient une ordonnance restrictive contre la famille, leur interdisant  la succession et de s’approcher de Fétide. Gomez tente de lutter contre l'ordonnance devant le tribunal, mais le juge Womack statue contre lui par dépit.
Alors qu'Abigail, Gordon et Tully tentent à plusieurs reprises et sans succès de désamorcer les pièges qui bloquent l'accès à la chambre forte, les Addams sont forcés d'emménager dans un motel et de trouver du travail. Morticia essaie d'être enseignante de maternelle, Mercredi et Pugsley vendent de la limonade toxique, et la Chose (la main désincarnée animée de la famille) de faire coursier. Gomez sombre dans la dépression et la léthargie.
Morticia retourne à la maison des Addams pour se confronter à Gordon mais elle se retrouve capturée par Abigail et Tully, qui la torturent pour tenter d'apprendre comment accéder à la chambre forte. La Chose observe cela et informe Gomez, en utilisant le code Morse, et se précipite ensuite à la rescousse de Morticia. Abigail menace la vie de Morticia si Gomez ne la conduit pas à sa fortune familiale. Las du comportement de sa mère et de ses réprimandes constantes, Gordon se retourne contre elle. En utilisant un livre magique qui projette son contenu dans la réalité, il déchaîne un ouragan dans la maison, qui frappe sa propre tête avec la foudre et lance Tully et Abigail par une fenêtre et dans des tombes ouvertes creusées pour eux par Mercredi et Pugsley.
Sept mois plus tard. 
Les Addams reçoivent le cousin Machin pour Halloween avec sa nouvelle compagne Margaret et la famille découvre  que Gordon était vraiment Fétide depuis le début, et que son histoire inventée sur Fétide retrouvé dans les filets à thon après avoir été perdu dans le Triangle des Bermudes est vraie. Ils affirment en outre que Fétide avait souffert d'amnésie tout le temps et n'avait récupéré ses souvenirs qu'après avoir été frappé par la foudre. Avec toute la famille à nouveau réunie et   jouant à "Réveiller les Morts", Morticia informe Gomez qu'elle est enceinte.

## Fiche technique
- Titre francophone : La Famille Addams
- Titre original : The Addams Family
- Réalisation : Barry Sonnenfeld
- Scénario : Caroline Thompson et Larry Wilson, d'après l'œuvre de Charles Addams
- Musique : Marc Shaiman
  - Vic Mizzy (thème) et MC Hammer (générique de fin)
- Photographie : Owen Roizman et Gale Tattersall (en) (non crédité)
- Montage : Dede Allen et Jim Miller
- Décors : Richard MacDonald
- Production : Scott Rudin, Jack Cummins, Bonnie Arnold et Paul Rosenberg
- Sociétés de production : Paramount Pictures et Orion Pictures Corporation
- Distribution :  Paramount Pictures,  Columbia TriStar Films
- Budget : 30 millions de dollars[1]
- Pays de production : États-Unis
- Format : couleurs - 1,85:1 - Dolby Surround - 35 mm
- Genre : comédie fantastique et comédie horrifique
- Durée : 99 minutes
- Dates de sortie[2] :
  - États-Unis : 22 novembre 1991
  - France : 15 avril 1992

## Distribution
- Anjelica Huston (VF : Monique Thierry) : Morticia Addams, la mère de la famille
- Raúl Juliá (VF : Mostefa Stiti) : Gomez Addams, le père de la famille
- Christopher Lloyd (VF : Pierre Hatet) : Fétide Addams / Gordon Craven (Uncle Fester en VO) (appelé "Oncle Fester" dans la version française de la série de 1964)
- Elizabeth Wilson (VF : Liliane Gaudet) : Abigail Craven / le docteur Greta Pinder-Schloss
- Christina Ricci (VF : Sauvane Delanoe) : Mercredi Addams, la fille de la famille (Wednesday en VO)
- Judith Malina (VF : Katy Vail) : Grand-mère, mère de Morticia
- Jimmy Workman (VF : Charles Pestel) : Pugsley Addams, le fils de la famille
- Dan Hedaya (VF : Richard Leblond)  : Tully Alford, l'avocat des Addams
- Carel Struycken : Max (Lurch en anglais) (appelé "Lurch" dans la version française de la série de 1964)
- Paul Benedict (VF : Yves Barsacq) : le juge Womack
- Christopher Hart : La Chose (Thing en anglais)
- Dana Ivey (VF : Nicole Favart) : Margaret Alford / Margaret Addams
- John Franklin : le cousin Machin (Cousin Itt en VO) (appelé "Le Petit Cousin" dans la version française de la série de 1964)
- Tony Azito : Quasi Addams (Lumpy Addams en VO)
- Douglas Brian Martin : Dexter Addams
- Mercedes McNab : la vendeuse  scoute de biscuits
- Sally Jessy Raphael : elle-même

## Accueil

### Critique
Il reçoit un accueil critique plutôt favorable, recueillant 67 % de critiques positives, avec une note moyenne de 5,9/10 et sur la base de 52 critiques collectées, sur le site agrégateur de critiques Rotten Tomatoes.

### Box-office
Le film connaît un important succès commercial, rapportant environ 191 505 000 $ au box-office mondial, dont 113 502 000 $ en Amérique du Nord, pour un budget de 30 000 000 $. En France, il réalise 1 230 560 entrées.

## Distinctions
- Nomination à l'Oscar de la meilleure création de costumes pour Ruth Myers en 1992[6].
- Nomination au Golden Globe de la meilleure actrice dans un film musical ou une comédie (Anjelica Huston) en 1992.
- Prix de la plus mauvaise chanson pour Addams Groove de MC Hammer, lors des Razzie Awards 1992.
- Nomination au prix Hugo du meilleur film en 1992.
- Nomination au prix du meilleur acteur pour Raul Julia, meilleur film fantastique, meilleur acteur débutant pour Christina Ricci et meilleurs effets visuels pour Alan Munro, lors des Saturn Awards 1993.